# خانواده‌کشی
خانواده‌کشی نوعی قتل یا خود-دیگرکشی به حساب می‌آید و به حالتی گفته می‌شود که در آن یکی از اعضای خانواده یا فردی از بیرون اقدام به کشتن کل یا تعدادی از افراد خانواده می‌کند. این نوع آدم‌کشی ممکن است علاوه بر اعضای اصلی خانواده همچون پدر، مادر و فرزندان، شامل دیگر اعضای وابسته مثل پدربزرگ، مادربزرگ، نوه‌ها و… نیز بشود. اگر تنها پدر یا مادر کشته شوند گفته می‌شود پدرکشی یا مادرکشی اتفاق افتاده‌است. لازم است ذکر شود که خودکشی خانوادگی با خانواده کشی تفاوت دارد و آن این است که در خودکشی خانوادگی همواره یا یکی از اعضای خود خانواده اقدام به کشتن دیگر اعضا می‌کند، یا فردی از بیرون خانواده برای مقاصدی همچون کمک به خانواده به جهت انجام خودکشی کمکی آنان را به قتل می‌رساند. اما در خانواده کشی قصد فرد یا افراد بیرونی برای از بین بردن خانواده، کمک به آنان برای خودکشی کمکی نیست؛ بلکه مقاصدی همچون انتقام، تنبیه و… می‌باشد.

## تاریخچه
در گذشته خانواده کشی نوعی تنبیه بوده و بیش تر، مجرمین آن را انجام می‌داده‌اند. این امر به‌طور رسمی در قوانین امروز وجود ندارد. از خانواده کشی گاهی به عنوان روشی برای تحکیم قدرت پس از تغییر حکومت استفاده می‌شده‌است. نیکولو ماکیاولی یکی از طرفداران این روش بوده‌است.

## خانواده‌کشی‌های مشهور
- ویلیام پرنت در تاریخ ۱۹–۲۰ آوریل ۲۰۰۹ خود، همسر و دو دخترشان را کشت.
- استیون ساپل در تاریخ ۲۳–۲۴ آوریل ۲۰۰۸ خود، همسر و چهار فرزندشان را کشت.
- کریس بنوا در تاریخ ۲۲–۲۴ ژوئن ۲۰۰۷ خود، همسر و پسرشان را کشت.
- نیل انتویسل در تاریخ ۲۰ ژانویه ۲۰۰۶ خود، همسر و دختر نوزادشان را کشت.
- مارکوس وسون در تاریخ ۱۲ مارس ۲۰۰۴ ۹ تن از اعضای خانواده خود من جمله فرزندان و همسرانش که در واقع دختر یا از خویشاوندان خودش بودند را کشت.
- اسکات پیترسون در تاریخ ۲۴ دسامبر ۲۰۰۲ همسرش که هشت‌ماهه باردار بود را کشت.
- دیپندرا بیر بیکرمن شا در تاریخ ۱ ژانویه ۲۰۰۱ پس از کشتن خانواده سلطنتی نپال در یک مهمانی شام خانوادگی، با شلیک گلوله به سر خود را نیز کشت.
- رابرت ویلیام فیشر در تاریخ ۱۰ آوریل ۲۰۰۱ به سبب کشتن همسر و دو فرزندشان در آریزونا، نامش تا به امروز در فهرست ۱۰ فراری تحت تعقیب اف‌بی‌آی باقی است.
- کیپ کینکل در تاریخ ۲۰ می ۱۹۹۸ پیش از حادثه تیراندازی در مدرسه که منجر به مرگ ۲ تن و زخمی شدن ۲۵ تن دیگر شده بود، والدینش را کشت.
- چارلز استوارت در تاریخ ۲۳ اکتبر ۱۹۸۹ همسر حامله خود را کشت و به دروغ آن را به گردن یک مسافر سیاه‌پوست خیالی انداخت. جنین هفت‌ماهه که در شکم همسرش بود، زنده به دنیا آورده شد اما پس از ۱۷ روز جان داد. چارلز ۳ ماه پس از این قتل خودکشی کرد.
- بردفورد بیشاپ در سال ۱۹۷۶ همسر، ۳ فرزندشان و مادرش را کشت.
- جیمز راپرت در تاریخ ۳۰ مارس ۱۹۷۵ ۱۱ تن از اعضای خانواده اش را در خانه مادری کشت. از آنجا که این اتفاق در روز عید پاک صورت گرفت، از آن با عنوان "کشتار عید پاک یا Easter Sunday Massacre" یاد می‌شود.
- رانودل دیفیو جی آر در تاریخ ۱۳ نوامبر ۱۹۷۴ پدر، مادر، دو خواهر و دو بردارش را کشت. فیلمی به نام"وحشت در امیتیویل" با الهام از این حادثه ساخته شد.
- جان لیست در تاریخ ۹ نوامبر ۱۹۷۱ مادر، همسر و ۳ فرزند نوجوانشان را کشت.
- جفری مک دانلد در تاریخ ۱۷ فوریه ۱۹۷۰ همسر و دو دختر پیش دبستانیشان را کشت.
- مارتی برگن در تاریخ ۱۹ ژانویه ۱۹۰۰ همسر و فرزندانشان را با یک تبر کشت و سپس گلوی خود را با همان تبر برید.
- جورج فارستر همسر و فرزندشان را در کانال گرند جانکشن لندن غرق کرد. وی در تاریخ ۱۸ ژانویه ۱۸۰۳ اعدام شد.

## خودکشی خانوادگی در هنر
خانواده کشی یا خودکشی خانوادگی الهام بخش این آثار بوده‌است:
- سقوط (فیلم ۲۰۰۴)
- دیگران (فیلم ۲۰۰۱)
- معشوق (فیلم)
- مه (فیلم ۲۰۰۷)
- کسی پشت سرت است (فیلم)